# Felicisimo Ampon
Felicisimo H. Ampon, né le 27 octobre 1920 à Manille et décédé le 7 octobre 1997 à Highland Park, est un joueur de tennis philippin.
Il est considéré comme le meilleur joueur de tennis philippin. Il a connu son heure de gloire dans les années 1950 où il a atteint à deux reprises les quarts de finale des Internationaux de France.
Il a participé à 36 rencontres de Coupe Davis entre 1939 et 1968. Il détient le record de victoires (40 pour 35 défaites) en équipe des Philippines de Coupe Davis.
Sa sœur Desideria était en son temps la meilleure joueuse de tennis en Asie.

## Carrière
Felicisimo Ampon a étudié à la Far Eastern University (en) et il y remporte le tournoi universitaire en simple en 1938.
Ses débuts en Coupe Davis en 1939 marquent également le retour de l'équipe dans la compétition après 10 ans d'absence. Associé à Amado Sanchez, ils perdent leurs 5 matchs contre les australiens John Bromwich et Adrian Quist. En 1946, ils affrontent les américains à Saint-Louis et échouent une nouvelle fois 5 à 0. Ampon perd notamment un match contre l'un des meilleurs joueurs de l'époque, Frank Parker sur le score de 6-0, 6-0, 6-0. La troisième rencontre a lieu à domicile contre le Pakistan, il s'agit de la première victoire de l'équipe en Coupe Davis. Ils ne laissent que 17 jeux à leurs adversaires en 5 matchs.
En 1951, l'équipe atteint les quarts de finale. Une victoire sur le Japon en 1957 et sur le Sri Lanka en 1958 permettent à Felicisimo Ampon et Raymundo Deyro d'atteindre les phases finales de l'épreuve. Ils s'inclinent 5 à 0 contre les américains emmenés par Vic Seixas et les italiens de Nicola Pietrangeli. Ils récidivent deux ans plus tard mais perdent une nouvelle fois contre les États-Unis. En 1964, il permet à son équipe de se qualifier une dernière fois pour les rencontres interzones grâce à une victoire sur l'Inde. En demie, il perd sèchement ses deux simples contre les suédois Ulf Schmidt et Jan-Erik Lundqvist. Alors âgé de 47 ans, il joue et remporte sa dernière rencontre de Coupe Davis en 1968 contre le jeune Toshiro Sakai, 21 ans.
Il participe à son premier tournoi du Grand Chelem en 1939 à l'US Open. Il perd au premier tour contre le futur vainqueur du tournoi, Bobby Riggs (2-6, 6-4, 6-4, 10-8). En 1949, il atteint les huitièmes de finale à Roland-Garros mais échoue contre le finaliste de l'épreuve, Budge Patty (7-5, 6-3, 6-4). En 1951, il parvient à mener 2 sets à 1 en huitième de finale du tournoi de Roland-Garros contre le meilleur joueur de l'époque, l'australien Frank Sedgman (6-3, 1-6, 3-6, 7-5, 7-5). Celui-ci atteindra les demi-finales et remportera le tournoi en double. Cette performance le fera connaître du grand public.
En 1952, il atteint les quarts de finale des Internationaux de France en battant notamment Bernard Destremau (5-7, 6-3, 7-9, 6-3, 7-5) et surtout Tony Trabert (no 2 mondial) en huitièmes (7-5, 6-1, 6-1). Il s'incline sèchement contre Ken McGregor, récent vainqueur du Championnat d'Australie (6-1, 6-1, 6-2). Il accède à nouveau à ce stade de la compétition l'année suivante lors du même tournoi. Il remporte facilement ses trois matchs et prend sa revanche en huitièmes sur Budge Patty qui l'avais battu quatre ans plus tôt. Il perd en quart contre le meilleur joueur du moment, Ken Rosewall (6-2, 6-1, 6-1). Ampon cesse sa carrière internationale en 1953 pour se concentrer essentiellement sur la Coupe Davis. Il joue son dernier tournoi du Grand Chelem 11 ans plus tard à Forest Hills où il perd au premier tour. Il prend sa retraite officielle en 1968.
Il a travaillé dans le civil en tant qu'agent à la Banque Nationale des Philippines ainsi qu'à Hong Kong et Chicago.

## Style de jeu
Son petit gabarit (1 mètre 50 pour 52 kilos) lui permettait de mettre en avant sa rapidité et son agilité sur le court. Il frappait la balle avec une grande précision et était un très bon retourneur.
Il était surnommé Mighty Mite et Totoy en raison de sa petite taille.

## Palmarès (partiel)
En 1948, il devient le premier joueur asiatique à remporter le tournoi de consolation de Wimbledon (All England Plate), tournoi regroupant les joueurs ayant échoué entre le premier et le troisième tour.
En 1950, il remporte le championnat panaméricain à Mexico en battant Tom Brown en finale (6-3, 6-8, 6-4, 6-3). Il s'agit de la plus importante victoire de sa carrière.
Il est médaillé d'argent en simple et d'or en double (avec Raymundo Deyro) aux Jeux asiatiques de 1958.
Il compte à son actif 30 tournois internationaux dont le tournoi de Cologne en 1951 où il bat en finale le meilleur joueur de l'époque, Jaroslav Drobný (2-6, 6-1, 6-0, 6-1).

### Titres en simple
- 1940 : Manille
- 1941 : Manille
- 1946 : Allentown
- 1948 : Midland
- 1949 : Manille, Bristol, Anvers, Newport
- 1950 : Allahabad, New Delhi, Mexico
- 1951 : Dortmund, Cologne, Istanbul, Athènes, Lugano
- 1952 : Manille
- 1953 : Broummana
- 1955 : Manille
- 1959 : Manille
- 1963 : Manille
- 1966 : Manille

### Finales en simple
- 1937 : Manille
- 1950 : Manille, Madrid
- 1951 : Le Caire, Bournemouth, Paris
- 1953 : Oslo
- 1954 : Manille
- 1957 : Manille
- 1960 : Penang
- 1961 : Kuala Lumpur
- 1964 : Manille
- 1967 : Manille

### Titre en double mixte
|   | Date | Nom et lieu du tournoi        | Surf.        | Partenaire  | Finalistes                  | Score         |
| 1 | 1951 | Internationaux d'Italie, Rome | Terre battue | Shirley Fry | Doris Hart Lennart Bergelin | 8-6, 3-6, 6-4 |

## Parcours dans les tournois duGrand Chelem

### En simple
| Année | Open d'Australie | Open d'Australie | Internationaux de France | Internationaux de France | Wimbledon      | Wimbledon        | US Open         | US Open        |
| ----- | ---------------- | ---------------- | ------------------------ | ------------------------ | -------------- | ---------------- | --------------- | -------------- |
| 1939  | —                | —                | —                        | —                        | —              | —                | 2e tour (1/32)  | Bobby Riggs    |
| 1946  | —                | —                | —                        | —                        | —              | —                | 3e tour (1/16)  | Herbert Flam   |
| 1948  | —                | —                | —                        | —                        | 2e tour (1/32) | Hans van Swol    | 1/8 de finale   | Earl Cochell   |
| 1949  | —                | —                | 1/8 de finale            | Budge Patty              | 3e tour (1/16) | Geoff Brown      | 1/8 de finale   | Gardnar Mulloy |
| 1950  | —                | —                | 1/8 de finale            | Bill Talbert             | 3e tour (1/16) | Jaroslav Drobný  | 1/8 de finale   | S. Schwartz    |
| 1951  | —                | —                | 1/8 de finale            | Frank Sedgman            | 2e tour (1/32) | Lennart Bergelin | —               | —              |
| 1952  | —                | —                | 1/4 de finale            | Ken McGregor             | 2e tour (1/32) | Don Candy        | 1/8 de finale   | Dick Savitt    |
| 1953  | —                | —                | 1/4 de finale            | Ken Rosewall             | 3e tour (1/16) | G. Worthington   | —               | —              |
| 1964  | —                | —                | —                        | —                        | —              | —                | 1er tour (1/64) | Clive Brebnor  |

N.B. : à droite du résultat se trouve le nom de l'ultime adversaire.